# Schendylops potosius
Schendylops potosius är en mångfotingart som först beskrevs av Chamberlin 1955.  Schendylops potosius ingår i släktet Schendylops och familjen småjordkrypare.
Artens utbredningsområde är Bolivia. Inga underarter finns listade i Catalogue of Life.